# Buried Alive
Buried Alive (bra: Sepultado Vivo) é um telefilme estadunidense de 1990, do gênero suspense, feito para a televisão, coescrito por David A. Davies e Mark Patrick Carducci e dirigido por Frank Darabont. Foi protagonizado por Tim Matheson, Jennifer Jason Leigh, William Atherton e Hoyt Axton.
O filme foi lançado pela primeira vez no Brasil em VHS, com o título Sepultado Vivo e teve uma continuação, chamada Buried Alive II, com Ally Sheedy e Stephen Caffrey, e dirigido por Tim Matheson, que também fez uma participação especial. O orçamento foi de 2 milhões de dólares.

## Sinopse
Joanna Goodman (Jennifer Jason Leigh), uma mulher ambiciosa, decide envenenar o marido, Clint (Tim Matheson), com a ajuda do amante, Dr. Cort (William Atherton), para ficar com seu dinheiro. Porém, o veneno não é tão eficaz quanto se espera e o homem desperta apavorado após ser dado como morto. Só que isso acontece com ele já dentro do caixão, depois de sepultado. Mas, para os amantes, o inesperado acontece: ele cava com as mãos sua saída e se esconde para se vingar da dupla.

## Elenco
- Tim Matheson ... Clint Goodman
- Jennifer Jason Leigh ... Joanna Goodman
- William Atherton ... Dr. Cortland 'Cort' van Owen
- Hoyt Axton ... Xerife Sam Eberly
- Jay Gerber ... Quintan
- Wayne Grace ... Bill Scorby
- Donald Hotton ... Reynolds
- Brian Libby ... Earl
- Peg Shirley ... Helen Eberley
- David Youse ... Billy
- Milt Hamerman ... Juiz
- Michael Keep ... Capataz
- Jan Merlin ... Advogado
- James Scally ... Padre
- Dale Swann ... Bombeiro
- Dale Morris (não creditado)
- John R. Woodward ... Motorista da picape (não creditado)